# Scelophoromyces osorianus
Scelophoromyces osorianus — вид грибів, що належить до монотипового роду Scelophoromyces.